# واللینگتون، همپشر
واللینگتون (به انگلیسی: Wallington) یک روستا در بریتانیا است که در Fareham واقع شده‌است.